# Benzin
«Benzin» (нім. «Бензин») — двадцять перший сингл групи «Rammstein». Велика частина тексту пісні може бути перекладена навіть людиною, що не знає німецької мови, тому що велика частина слів — інтернаціональні.
Відповідаючи на питання про тему пісні у інтерв'ю від французької газети «RockMag», Тілль Ліндеманн сказав:
|  | Реальність така, що в один прекрасний день я побачив фільм під назвою «Любов Лізи». Це історія про хлопця, який втратив свою дружину і свою роботу і поступово стає залежним від бензину. Переходячи до АЗС і запаху струменя. Тут є частина трагікомедії. Я думаю, що це стало відправною точкою для цієї пісні. |

## Відеокліп
На початку кліпу на пожежній станції загоряється тривожна лампа, і команда брандмейстерів не кваплячись збирається, бо їм не дзвонили протягом тривалого часу. Потім команда виїжджає на виклик на пожежній машині величезних розмірів. Велику частину пісні група мчить по передмістю, а потім і по місту, змітаючи на своєму шляху дерева, машини, мости і навіть проїжджаючи навперейми товарному поїзду. У результаті, майже доїхавши до місця, машина перевертається на крутому віражі. Вибравшись з понівеченої кабіни, група виявляє, що була викликана на допомогу людині (а саме-«Флаке»), що стоїть на даху будівлі і готується стрибнути вниз. Команда, недовго думаючи, розтягує рятувальний тент, і в той момент, коли людина вже стрибає, тканина посередині розходиться.

## Живе виконання
Вперше пісня була представлена 23 червня 2005 року, за кілька місяців до офіційного релізу. Під час виконання в Ahoi турі зі сцени виривалися стовпи вогню (тільки в Wuhlheide). В англійському підтурі (14-18.07.2005) і на концерті в Німі виконувалася без спецефектів. У «Liebe ist für alle da» турі під час виконання вивозили цистерну з бензином. Тілль, тримаючи в одній руці вогнемет, а в іншій розпилювач (мікрофон був прикріплений до грудей) поливав повітря полум'ям, а потім вибігаючого на сцену каскадера.

## Список треків
1. «Benzin» — 3:47

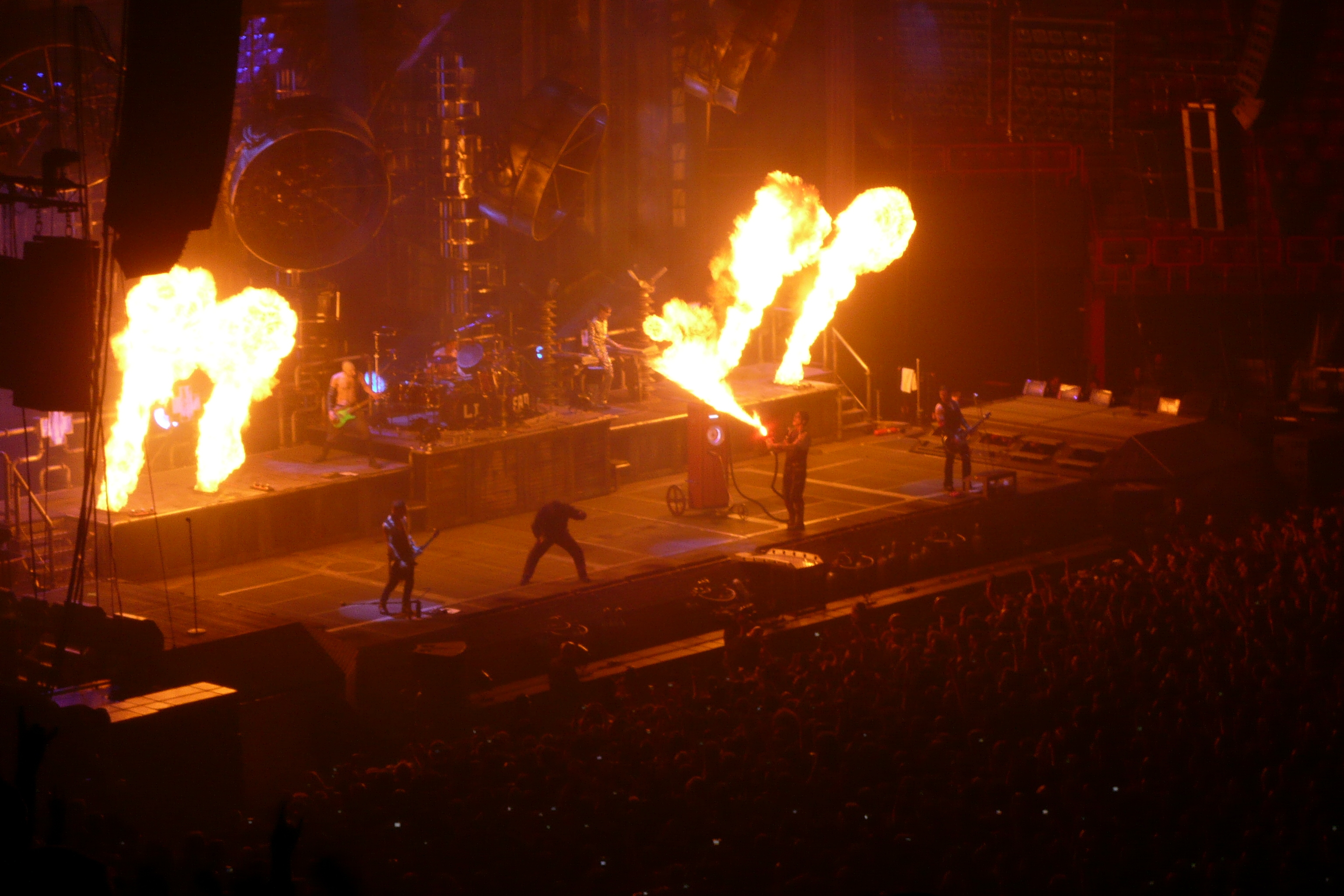
Виконання Benzin. Париж ,2009

2. «Benzin» (Combustion Remix by Meshuggah) — 5:05
3. «Benzin» (Smallstars Remix by Ad Rock) — 3:45
4. «Benzin» (Kerosinii Remix by Apocalyptica) — 3:48

## Учасники запису
- Тілль Ліндеманн — вокал
- Ріхард Круспе — соло-гітара, бек-вокал
- Пауль Ландерс — ритм-гітара, бэк-вокал
- Олівер Рідель — бас-гітара
- Крістоф Шнайдер — ударні
- Крістіан Лоренц — клавішні

## Чарти
| Чарт (2005)                               | Найвища позиція |
| ----------------------------------------- | --------------- |
| Австрія (Ö3 Austria Top 75)               | 11              |
| Бельгія (Ultratop Flanders)               | 41              |
| Бельгія (Ultratop Wallonia)               | 33              |
| Данія (Tracklisten)                       | 3               |
| Europe (Eurochart Hot 100)                | 15              |
| Фінляндія (Suomen virallinen lista)       | 1               |
| Франція (SNEP)                            | 81              |
| Німеччина (Media Control AG)              | 6               |
| Угорщина (Single Top 40)                  | 9               |
| Італія (FIMI)                             | 31              |
| Нідерланди (Mega Single Top 100)          | 35              |
| Норвегія (VG-lista)                       | 15              |
| Шотландія (Official Charts Company)       | 46              |
| Іспанія (PROMUSICAE)                      | 3               |
| Швеція (Sverigetopplistan)                | 16              |
| Швейцарія (Media Control AG)              | 15              |
| Велика Британія (Official Charts Company) | 58              |